# 雷莫赖布热翁 (杜省)
雷莫赖布热翁（法語：Remoray-Boujeons）是法国杜省的一个市镇，属于蓬塔利耶区（Pontarlier）穆特县（Mouthe）。该市镇总面积15.15平方公里，2009年时的人口为343人。

## 人口
雷莫赖布热翁人口变化图示